# Османско царство
Османско царство (Османлијско царство) било је царство које је постојало од 1299. до 1922. године. Назив потиче од имена оснивача царства, Османа I.
Османско царство је била изузетно моћна и стабилна империја, једна од најмоћнијих које су постојале кроз историју, са детаљно организованим друштвеним и хијерархијским уређењем, али такође позната по својој експанзионистичкој суровости и фанатизму. Поједини историчари је декларишу као екстремно агресивну џихадистичку империју, али нико не доводи у питање административну и милитарну моћ и стабилност коју је имала, чиме је и успела да постоји 6 векова.
У 15, 16. и 17. веку Османско царство је спадало у најдоминантније светске силе. Такође је несумњиво у сваком аспекту било најјаче од свих икада формираних царстава Ислама.
На врхунцу моћи, обухватало је Анадолију, Средњи исток, део северне Африке и југоисточну Европу. Царство су основали припадници Огуз-Турака, предвођени Емиром Османом I, по којем је царство добило име, а владари су потекли из династије Османлија. У дипломатским круговима царство је често називано Висока порта или само Порта, што је потекло од француског превода османске речи Баб-и-али (тур. Bâb-i-âlî) што значи „висока капија“, према церемонији добродошлице за стране амбасадоре коју је султан приређивао на улазу у палату. Ова церемонија је тумачена и као интерпретација позиције царства на прелазу из Европе у Азију. У своје време, Османско царство често је називано и Турско царство, Османска Турска (Османлијска Турска) или само Турска, али га не треба мешати са модерном и секуларном националном државом Турском. Порта је каснији назив за османску Владу у Цариграду.
Године 1453, Османско царство је освојило Цариград (Константинопољ) и тиме привело крају постојање Византијског царства. Град је постао османска престоница. Име града је промењено у Истанбул тек у време Републике 1930. године. Од 1517. па надаље, османски султан је био и исламски калиф, а царство је од 1517. до 1922. (или 1924) било калифат — исламска држава. У 16. и 17. веку Османско царство је било међу најмоћнијим светским силама, а државе Европе су се осећале угрожене због сталних турских напредовања преко Балканског полуострва. На врхунцу моћи, царство је заузимало територију од 11.955.000 km2.
Након Првог светског рата, током кога су савезници освојили већину турских територија, османска елита је поставила темеље савременој Турској за време Грчке кампање у Турском рату за независност.

## Историја

### Успон Османског царства

#### 13. и 14. век
Османско царство првобитно је било бејлик унутар Селџучког царства у 13. веку. Године 1299, Осман I проглашава независност Османског принципата. Осман је своје прве војне операције вршио против пропадајућег Византијског царства, и доживео велике војне успехе освајајући византинска села и градове у Анадолији. Наследио га је син Орхан који је државу назвао по свом оцу.
Османлије су свој успон ка моћи доживеле у овом периоду, искоришћавајући пропаст Византије на Балкану од стране растуће Србије и грађанског рата који је у исто време задесио Ромеје, да придобију територије на Балкану и постану регионална сила. За време Орхана у бејлику се ствара једна од првих стајаћих војски на целом свету и уводи систем јањичара, што је без сумње допринело војним успесима у овом и каснијим периодима. На смрти Орхана 1362. године царство је контролисало целу северозападну Анадолију и мање поседе у Тракији.
Мурат I био је први Османлија који се прогласио за султана. Допринео је знатно проширењу османске државе и, могло би се рећи, заменио улогу Византије као трансконтиненталну силу Европе и Азије. Освојио је богати ромејски град Адрианопољ и ту преместио центар државе. У овом периоду османски владари крећу себе да виде као легитимне наследнике Римског царства, титулу коју је пре њих заузимала Византија. Мурат је искористио распадање Српског царства да утемељи власт на Балкану, освајајући територије сада суверених српских обласних господара. Иако је доживео велике успехе у овом потхвату, он ће му бити и крај. Чувено је погинуо на Косову 1389. године, и једини је турски султан коме се то икад десило пре или после тога. Наследио га је син Бајазит.

#### 15. век
Грађански рат у Османском царству вођен је између синова Бајазита I (1389—1403), Исе, Мехмеда, Мусе и Сулејмана, око власти у Османском царству.
Отпочео је 1402. године после Ангорске битке у којој су снаге Тимур-Ленка (1360—1405) победиле и заробиле Бајазита, који је касније (март 1403) и умро у заробљеништву. Тимур-Ленка (или Тамерлан) натерао је османлије да ослободе Србију, као и мање турске бејлике у Анадолији, али је и заробљивањем Бајазита поделио царство између његових синова. Окончан је битком код села Чаморлу 5. јула 1413. године, у којој су снаге Мехмеда I са својим хришћанским савезницима потукле Мусину војску, док је он сам ухваћен и погубљен. Током борби које су трајале више од једне деценије, животе су изгубили сви Бајазитови синови, осим Мехмеда I, а у сукобе су се активно укључивале и преостале хришћанске државе на Балкану (Византија, Србија, Влашка и друге).
Окончавањем овог грађанског рата османско царство је прибрало своју снагу, што је уплашило хришћанске земље Балкана и околних територија, те су започињали разне војне операције против царства. Ове операције су често биле слабо организоване и неуспешне, изузев напада мађарског генерала Јаноша и побуне чувеног Скендербега која је веома успорила османско проширивање у хришћанске територије. Неке хришћанске државе, на пример Млетачка република, су покушавале да дипломатски сарађују са османлијама, али су ти уговори углавном пропадали пре или касније. Османлије су имале изненађујуће мирне односе са Дубровачком републиком, која је опстала све до почетка 19. века.
После освајања Цариграда године 1453, држава постаје моћно царство са Мехмедом II Освајачем као царем. Византија је добила врло мало војне подршке од других хришћана.
Пад Српске деспотовине означен је турским освајањем Смедерева, српске престонице у то време. Водећи војску преко Софије и Поморавља, Мехмед II улази у Смедерево 20. јуна 1459. Овај догађај означава почетак директне османске власти над Србијом, која је уз краће прекиде трајала све до Првог српског устанка 1804. Босанска краљевина пала је 1463, а Херцеговина 1483. Побуна већ тад умрлог Скендербега угушивана је све до краја 15. и самог почетка 16. века. Поседи у Анадолији враћени су у потпуности 1481. године.

#### 16. век
1517. године Османлије врше напад на моћни Мамелучки султанат, који лако побеђују и освајају га целог. Од овог конфликта добили су читав Египат, Левант, као и Хеџаз, регију Арабије која садржи цењене и богате градове Меку и Медину. Због овог подухвата турски султан постаје и исламски калиф, а царство је од 1517. било калифат.
Пут ка даљем проширењу у Европу је сад био отворен, и Турци су ту прилику добро искористили. За време владавине чувеног Сулејмана I, упадају у Угарску и 1526. односе огромну победу у Мохачкој бици, што потпуно разара Угарску. Османлије ће потпуно освојити пропалу краљевину, те ће бити на самом прагу централне Европе. Ово ће покренути дугогодишње конфликте између Османлија и европских сила, поготово Аустрије, и мешати Османлије у унутрашњу политику Европе. У овом периоду царство је достигло свој врхунац, када се простирало од Персијског залива на истоку до Мађарске на северозападу, и од Египта на југу до Кавказа на северу. Кроз своју шест векова дугу историју примало је културне утицаје и Истока и Запада, као што је такође оставило неизбрисив траг на територијама на којима се простирало.
Током свог постојања, царство се борило против колонијализације у Индијском океану. Ратна флота је послата да подржи муслиманске владаре у Кенији и Аћеху као и да одбрани османлијски монопол на трговину робовима и зачинима. У Аћеху, Османлије граде утврђење и доносе велике топове. Османлије су такође помагале холандске протестанте у борби против власти католичке Шпаније.

#### Срби у ратовима Аустрије и Млетачке републике
Османска освајања затекла су Европу усред верских ратова и борбе за стварање централизованих држава. Срби су се од почетка турских освајања нашли између великих сила. Тако је приликом турског освајања Угарске на историјску сцену ступио и српски цар Јован Ненад, чије је седиште било у Суботици. Османска освајања у Средоземљу заустављена су после победе савеза хришћанских држава у поморској бици код Лепанта (острва у Јонском мору) 1571. године. Први велики копнени рат једног савеза европских држава против Османског царства трајао је пуних 15 година. Реч је о Дугом рату (1591—1606). У овом рату сукобили су се Хабзбуршко царство, Венеција, Шпанија, поједине италијанске државе, Влашка и Молдавија са Османским царством. Учествовали су и јединице побуњених Срба. Српски народ је подигао устанак против османлија.
Од посебног значаја је био и Кандијски рат (1645—1669). Тај рат је назван по граду Кандији на Криту (Грчка), у коме су ратовали Млетачка република и Османско царство, учествовали су и Срби, посебно у областима Далмације, Лике и Херцеговине. Победило је Османско царство.
За историју Османског царства преломан догађај био је Велики бечки рат (1683—1699). Османска војска је током 1683. године неуспешно опседала Беч. Пошто су поражени од стране пољских и аустријских снага, Турци су се повукли. Током Бечког рата против Османског царства удружили су се Хабзбуршко царство, Млетачка република и Пољска. Низ пораза Османског царства заустављен је 1690. године, када су аустријске снаге поражене код Качаника (данашња Србија). Српски народ се у време продора аустријских трупа подигао на устанак. После пораза и повлачења Аустријанаца, започела је Велика сеоба Срба из области данашњег Косова и Метохије, северне Македоније и централне Србије у хабзбуршке области северно од Саве и Дунава.

### Пад Османског царства

#### 17. век
У 17. веку, царство слаби под утицајем спољашњих и унутрашњих непријатеља и због скупих ратова, нарочито против Персије, Русије и Аустрије. После пораза код Беча године 1683, постало је јасно да Османско царство више није било једина суперсила у Европи. Током серије реформи, царство успева да и даље буде једна од важнијих европских политичких сила.
Карловачки мир је мир склопљен у Сремским Карловцима 26. јануара 1699, између Аустрије и њених савезника на једној страни и Турске на другој (на крају Великог бечког рата 1683—1699), уз посредовање Енглеске и Холандије. У овом историјском догађају учествовали су и представници хришћанске Свете лига, Русије, Венеције и Пољске.

#### 18. век
Аустријско-турски рат (1716—1718) је био шести по реду ратни сукоб између Аустријског и Османског царства. Истовремено са овим, вођен је и Турско-млетачки рат (1714—1718). Оба рата су завршена потписивањем мира у Пожаревцу 1718. године.
Руско-турски рат (1768—1774) је припреман дуго и темељно. Циљ Русије био је да изађе на топло море, у овом случају Црно море. Зато је руска тајна дипломатија кренула у озбиљне припреме и у том циљу је успела да у Европи подбуни Грке, Румуне и Црногорце. Расплинути на више фронтова Турци су из њега изашли поражени. 
Јануара 1769. турско-татарска војска од 70.000 људи извела је један од највећих напада на Русију у историји, који је одбио гарнизон од 6.000 војника тврђаве Свете Јелисавете, што је спречило Турке да даље напредују. Након чега су Турци поражени од трупа генерала Румјанцева, резултат рата је губитак северне обале Црног мора и Крима од стране Османског царства. Русија је обезбедила излаз на Црно море, као и право да се меша у унутрашњу политику Турске у питањима заштите хришћанских народа.
Свиштовски мир је назив уговора о миру који су у граду Свиштов, Османско царство (данас на територији Бугарске потписали 4. августа 1791. представници Аустрије и Османског царства, цар Леополд II и султан Селим III. Овим миром је окончан последњи аустријско-турски рат који је трајао од 1788. до 1791.

#### 19. век
Може се рећи да у 19. веку Османско царство више ни није светска сила. Заостало је технолошки и није више могло да се такмичи са европским силама, што су те државе и те како користиле, и царство је постало, могло би се рећи, једно поље на коме су ратовале друге силе за утицај. Султан Селим III (1789—1807) био је свестан овога и направио је прве покушаје да модернизује турску војску, али су реформе зауставиле верске вође и јаничарски корпус. Љубоморно чувајући своје повластице и оштро се супротстављајући променама, јаничари су изазивали побуне. Селима су реформе коштале трона и живота, али су оне извршене спектакуларно и у крви од стране његовог наследника, динамичног Махмуда II, који је уклонио јаничаре 1826.
Српска револуција (1804—1815) је означила период националних буђења на Балкану током источног питања. Суверенитет Србије као наследне монархије под властитом династијом је de jure признат 1830. Грци су подигли устанак 1821. Побуну из Молдавије која је била диверзија пратила је главна револуција на Пелопонезу. Грчка је 1829, уз северне делове Коринтског залива, постала први део Османског царства који је стекао независност. До половине 19. века Османско царство је већ било називано „болесником на Босфору“. Вазалне државе — Србија, Влашка, Молдавија и Црна Гора су током 1860-их и 1870 добиле независност.
Балкан није био једино место унутрашњег конфликта у овом периоду, те су се и арапске вође бориле за независност. Поготово у Египту вођен је дугогодишњи конфликт између Турака и Мухамед Алија, који су Турци умало изгубили да није било европских сила које су интервенисале на њиховој страни 1841. године. Иако су победили, Мухамед Али је остао да влада Египтом и династија коју је он у тој земљи створио је нестала тек 1852. године. Османлије су изгубиле своје поседе у северној Африци у овом периоду од стране Европе која је била жељна новооткривених природних ресурса на овом континенту. Французи узели су за себе Алжир 1830, а Тунис 1878. Британци су исте године добили за себе Кипар, док су Египат окупирали 1882. Либију су Италијани заузели 1911. године.
Османлије су такође у више наврата биле у опасности потпуног уништења од стране моћне Руске империје, чије су упаде у царство често спречавале остале европске силе. Један од ових напада био је Кримски рат, конфликт у коме су Руси имали намеру да од Турака отму чак и њихову престоницу, Цариград, али су их спречиле Британија и Француска. Руси су имали исте намере са Санстефанским споразумом 1878. године, али су остале силе, застрашене утицајем који би Русија добила на Црном мору организовали Берлински конгрес који је био доста блажи по Турке. Ово није био крај мука за пропадајуће царство које су остале силе потпуно разориле у наредном веку.

#### 20. век
Неуспехом Илинданског устанка 1903, ситуација у Македонији се знатно променила. У њу су довођене ефикасније турске чете, а долазиле су и чете из Србије, Грчке и Бугарске, које су све три желеле себи да прикључе територију Македоније. У ВМРО је дошло до раскола и појавиле су се две политичке струје. Македонски револуционари који су преостали били су више усредсређени на политику него на ослобођење од турске владавине.
Младотурска револуција 1908. је била револуција коју је извела турска војска којом је поништена укидање парламента које је извео султан Абдул Хамид II, чиме је почела Друга уставна ера. Револуција је била значајан догађај током процеса распада Османског царства.
Младотурску револуцију Аустроугарска је искористила за анексију Босне и Херцеговине, док је Бугарска прогласила независност. Ово је био период велике тензије између Бугара, Срба, Аустријанаца и Османлија и данас се назива "Велика источна криза".
Слабост царства увиделе су и мање балканске земље, те су формирале савез ради потпуног истеривања Турака са Балкана. Први балкански рат (8. октобар 1912 — 30. мај 1913. године) је вођен између балканских савезника (Бугарска, Србија, Црна Гора и Грчка) и Турске. Османско царство је било још више ослабљено и ратом против Италије, те заједничке балканске снаге успевају брзо да окупирају готово цео Балкан изузев османске престонице. Територијална подела Балкана после овог рата изазвала је тензије међу балканским земљама, те се води Други балкански рат. У овом рату, Турска успева да поврати Једрене од Бугара.
У Првом светском рату, пропадајуће царство придружује се Централним силама у задњој нади да себе одржи у постојању. Било је очигледно да колонијалне силе више не виде постојање османског царства у свом интересу и биле су спремне да га распарчају. У овом рату било је кључно Централним силама не због своје војне снаге, већ због нафтних резерви које је имало. Турци су током рата били углавном на Блискоисточном фронту покушавајући да одбране своје нафтне резерве од Британаца и спрече упад Руса преко Кавказа. У једном војном подухвату у Европи на Галипољу (1915—1916) Турци су били успешни због лоше организације европских снага. Ипак, губили су на другим фронтовима па су прва Централна сила која је капитулирала године 1918.
Колонијалне силе потпуно су уништиле царство после овог рата, заузимајући све што су Османлије имале ван Анадолије, па и велике поседе у Анадолији, која је била регија са највећом концентрацијом турске етничке популације. Мустафа Кемал, турски генерал у Првом светском рату и критичар османске власти, при срцу турски националиста, у невероватном подухвату успео је да потпуно истера европске силе из Анадолије и поврати турском народу сувереност. После Грчке кампање у Турском рату за независност (1918—1923), основана је модерна држава Турска 29. октобра 1923. од остатака некадашњег Османског царства, са Мустафом као њеним првим председником.
Османско царство је до 1922. (или 1924). било калифат. Последњи турски султан Абдулмеџид II изгубио је титулу султана 1922. и постао само калиф, а након утемељења Турске Републике бива потпуно протеран из његове родне земље. Његовим наследницима није било дозвољено да се врате у турску све до почетка 21. века.

## Управна подела
На врхунцу своје моћи, Османлијско царство је имало 29 провинција и четири вазалне државе — Дубровник, Влашка, Молдавија, Кримски канат и Трансилванија, краљевство које се заклело на верност Порти.

### Првобитна организација
Првостепене административне јединице:
- Пашалук (службено ејалат или беглербеглук)

Другостепене административне јединице:
- Санџак (административна јединица)

### Управна подела од средине 19. века
На основу закона о организацији вилајета од 1864. и закона о општој управи вилајета од 1870. извршено је одвајање војне и грађанске управе, па валија задржава само грађанску управу.. Поред тога успостављају се посебне вилајетске скупштине (меџлиси) као саветодавна тела.
Све до аустроугарске анексије, 1908, Босна је била један од конститутивних вилајета — Османлијског царства. 
1. Вилајет, којим је управљао валија.
2. Санџак, којим је управљао мутасариф.
3. Каза, којом је управљао кајмакам.
4. Нахија, којом је управљао мудир.

## Демографија

### Религија
Главне религије у Османлијском царству биле су ислам, хришћанство и јудаизам.

### Језици
Званични језик Османлијског царства био је османски турски. Поред њега, у говорној употреби су били и други језици, као што су арапски, грчки, јерменски, кримскотатарски, курдски, словенски језици (српски, бугарски, итд), кавкаски језици, арамејски, берберски језици, коптски, румунски, албански, мађарски, итд.
Поред османлијског турског језика, арапски и персијски језик су такође уживали известан друштвени престиж, с обзиром да је арапски био језик вере и закона, а персијски језик високог судства и књижевне културе.
Грчки језик је употребљаван као језик Васељенске патријаршије, а српски као језик Пећке патријаршије. Поред тога, српски је употребљаван и као дипломатски језик на простору југоисточне Европе. Јерменски језик је употребљаван у јерменској цркви. У вазалном Кримском канату, употребљаван је кримскотатарски језик.

## Привреда
Привредна историја Османлијског царства се односи на период 1299—1923. Привредна историја спада у два различита периода. Први период је класично доба (проширење), који чине затворену пољопривредну економију, показујући регионалне разлике у царству. Други период је доба реформације које су чиниле државни организоване реформе, почевши са административних и политичких структура да преко државних и јавних функција. Промена је почела са војним реформама које се протежу војне придружени еснафа и јавних занатских еснафа.

## Државно уређење
Државна организација у царству је била заснована на хијерархији са султаном на врху и под њим везирима, другим дворским службеницима, и војним заповедницима.

## Војно уређење
Војска је представљала сложен систем сачињен од регрута и плаћеника. Плаћеници, који су се називали „тимари“, дуго времена су представљали срж османлијске војске. Коњица је користила лукове и кратке мачеве, и користила номадску тактику ратовања сличну монголској. Османлијска војска је некада представљала једну од најнапреднијих борбених сила у свету, с обзиром на то да су међу првима усвојили мускете. Чувени одреди јаничара чинили су елитне јединице и султанову личну заштиту. Један од главних разлога успеха Османлијске војске у периоду 13. до 17. века, био је тај што је турска војска имала добро утрениране, елитне јединице, које су биле лако одевене и лако су прелазиле из одбране у напад, док су европске Хришћанске војске своју војну доктрину базирале на нападу тешко оклопљене коњице, која је због тежине оклопа била спорија, могла је само да иде у напад, не и у одбрану и брже се замарала током битке. Међутим, по завршетку 17. века војна моћ опада због недостатка реформи, углавном због корупције међу јаничарима. Укидање јаничарских одреда године 1826. није било довољно, и у рату против Русије, царство је оскудевало у савременом ратном материјалу и техници.

## Султани
Султан (падишах), а у Европи такође познат и као Велики Турчин, био је једини владар и власт у држави, бар званично. Династија се звала такође и Османлије или Кућа Османа. Султан је уживао многе титуле као на пример Суверен Куће Османа, Султан над Султанима, Кан над Кановима, и од 1517, вођа Верних и пророков наследник, и др. Титулу султана је установио Мурат I године 1383.

## Султаније
Најчешћи термин владајуће султаније је био валиде султанија, основан у 16. веку, од стране султана Селима I. Прва валиде султанија у историји Османлијског царства је била Ајше Хафса султанија. Свака султанија је обично била страног порекла, отета од домовине и доведена као робиња, али је зато стекла силан утицај на султана. Они су им давали нова имена, и тако постале делови ислама. Најмоћније султаније су биле: Хасеки Хурем султанија, Хасеки Афифе Нурбану валиде султанија, Хасеки Махпејкер Косем валиде султанија, Валиде Султанија Михримах, Валиде султанија Турхан Хатиџе, Валиде Ајше Хафса султанија, Хасеки валиде Сафије султанија и Султанија Есмахан.

## Велики везири
Велики везир ("صدر اعظ или وزیر اعظم) је назив за највишег султановог поданика. Био је председник царског дивана (владе) у Турској царевини. У време рата вршио је у име султана дужност врховног команданта.

## Култура
У средњем веку Османлије су имале невероватно висок степен толеранције према страним културама и религијама, нарочито у поређењу са хришћанским Западом. Раније су Турци протерали Византијце из Мале Азије и даље их потискивали ка Европи. Али, како су се Османлије приближавале даље према Западу и сами су примали културне утицаје покорених народа. Култура поробљених народа се уткала у турску, стварајући карактеристичну Османлијску културу. После заузимања Константинопоља (касније названог Истанбул) године 1453, већина цркава је остала нетакнута и само је Аја Софија претворена у џамију. Дворски живот је у многим аспектима задржао древне традиције које потичу из Персије, али је поседовао и многе елементе византијске и европске културе. Вековима је царство било уточиште протераним и прогоњеним Јеврејима из Европе, који тамо нису имали слободу исповедања сопствене вере, а која је у Османлијском царству била допуштена.